# Городская церковь Людвигсбурга
Городская церковь в Людвигсбурге (нем. Stadtkirche Ludwigsburg) — протестантская церковь, расположенная в центре баден-вюртембергского города Людвигсбург, на западной стороне его рыночной площади; барочное здание было построено в 1718—1726 годах по проекту архитектора Донато Джузеппе Фризони. Является городским памятником архитектуры.

## История и описание
Городская церковь в Людвигсбурге была построена в период между 1718 и 1726 годами: автором проекта барочного здания для нового протестантского храма выступил Донато Джузеппе Фризони. Ещё в 1720 году, до окончания возведения на западной стороне рыночной площади двух церковных колоколен, рядом была создана мастерская по производству корнетов, которая существует по сей день. Орган храма был построен в 1859 году местным мастером Эберхардом Фридрихом Валькером; в 1906 инструмент был расширен до 51 регистра и снабжен пневматической системой. В ходе реставрации городской церкви орган также был восстановлен: мастера попытались вернуться его к исходному состоянию XIX века.
На колокольнях Городской церкви размещены семь колоколов: на северной башне находится старинный колокол, отлитый в Ульме в 1726 году и названный в честь герцога Вюртемберга Эберхарда Людвига; при диаметре в 150 см и весе в 2150 кг его используют только по воскресеньям и в праздничные дни. В южной башне находятся четыре колокола, созданные в мастерской «Kurtz» (Штутгарт) в 1952—1957 годах. В верхней части южной башни по-прежнему находятся два небольших неподвижных колокола, каждый из которых используется для отбивания четвертьчасовых интервалов, отсчитываемых башенными часами: меньший из них имеет диаметр в 37 см и был отлит в Ульме в 1657 году; больший (48 см, 1716 год) был создан Криштианом Гюнтером из общины Кёнигсброн. История этих колоколов до их появления в Людвигсбурге не была известна по состоянию на начало XXI века.